# Ester Textorius
Ester Textorius   (Västerås, 22 d'agost de 1883 - Estocolm, 13 de febrer de 1972) fou una actriu teatral i cantant d'òpera de nacionalitat sueca.

## Biografia
El seu nom de naixement era Ester Vilhelmina Pettersson, i va néixer a Västerås, Suècia.L'any 1904 es va casar amb l'actor Oskar Textorius.
Textorius va començar la seva carrera interpretativa responent a un anunci de l'empresari teatral Emil Hillberg, debutant l'any 1901 al Teatre de Halmstad encarnant a Paula en l'obra Fri vilja. Després de formar-se amb Hillberg i amb l'actriu Josefina Gullberg, ella va treballar durant uns anys en diferents teatres del país. En aquests anys va tenir l'oportunitat d'actuar amb el famós actor del Teatre Dramaten Gustaf Fredriksson. El seu paper favorit en aquesta època va ser el de Käthe a l'obra Gamla Heidelberg.
L'any 1907 va actuar per primera vegada a Estocolm, en una farsa representada en el Djurgårdsteatern, al mateix temps que gravava per al segell Lycrophon tres discos dedicats a l'opereta. Els anys 1909 i 1910 va treballar amb Anton Salmson en el recentment inaugurat Operett-teatern a Östermalm. Des de 1911 a 1918 va actuar al Vasateatern. En aquests anys va representar moltes operetes i, malgrat el seu èxit, ella mai es va considerar com una bona cantant per als seus papers, per la qual cosa preferia interpretar personatges que no cantaven. Textorius també va interpretar revistes, i l'any 1912 va gravar diversos discos per a la discogràfica Odeon.
El 1911 va fer el seu primer paper al cinema al costat del seu marit en el curt d'Anna Hofman-Uddgren Stockholmsfrestelser. Textorius, però, va participar solament en un grapat de pel·lícules, la majoria comèdies rodades als anys 1940.
Entre 1919 i 1925, el matrimoni Textorius va actuar a Goteborg, treballant ella sobretot al Folkteatern. Posteriorment van tornar a Estocolm, on el seu marit va obtenir el lloc de director del Oscarsteatern i el Vasateatern, treballant ella en labors d'administració.
Oskar Textorius va morir l'any 1938. Ella va morir el 1972 a Estocolm, als 88 anys.

## Filmografia
- 1911 : Stockholmsfrestelser
- 1925 : Damen med kameliorna
- 1941 : Lärarinna på vift
- 1942 : Sexlingar
- 1943 : Stora skrällen

## Teatre
- 1906 : Allt på sin rätta plats, de Frans Hedberg, Södra Teatern[11]
- 1907 : Telefonhemligheter, d'Herman Hanslleiter i Max Reiman, Djurgårdsteatern[12]
- 1911 : Nattlampan, de Miguel Zamocois, Vasateatern[13]
- 1912 : 4711, d'Algot Sandberg, escenografia de Knut Nyblom, Vasateatern[14][15]
- 1913 : En äkta man, de Karl Hedberg, Vasateatern[16]
- 1913 : Min herr far, de Franz Arnold i Victor Arnold, escenografia de Knut Nyblom, Vasateatern[17]
- 1913 : Som man är klädd..., de Gábor Drégely, escenografia de Knut Nyblom, Vasateatern[18]
- 1913 : Amatörtjuven, d'I. W. Hornung i Eugene Presbrey, escenografia de Knut Nyblom, Vasateatern[19]
- 1914 : Spanska flugan, de Franz Arnold i Ernst Bach, Vasateatern[20]
- 1914 : Kompanjonen, de Adolph L'Arronge, escenografia de Knut Nyblom, Vasateatern[21]
- 1914 : Trötte Teodor, de Max Neal i Max Ferner, escenografia de Knut Nyblom, Vasateatern[22]
- 1915 : Nattfrämmande, de Fritz Friedmann-Frederich, Vasateatern[23]
- 1915 : Försvarsadvokaten, de Ferenc Molnár, escenografia de Knut Nyblom, Vasateatern[24]
- 1916 : Annonsera!, de Roi Cooper Megrue i Walter C. Hackett, escenografia de Knut Nyblom, Vasateatern[25]
- 1916 : Krigsäran, de Maurice Hennequin, escenografia de Knut Nyblom, Vasateatern[26]
- 1917 : Efter skilsmässan, de Algot Sandberg, escenografia de Knut Nyblom, Vasateatern[27]
- 1917 : Pultronen, de Lechmere Worrall i Harold Terry, escenografia de Knut Nyblom, Vasateatern[28]
- 1917: Lilla yrhättan, d'H. M. Harwood, escenografia de Knut Nyblom, Vasateatern[29]
- 1917: Victor Lundbergs barn, d'Hans Sturm, escenografia de Knut Nyblom, Vasateatern[30]
- 1926: Kopparbröllop, de Svend Rindom, escenografia de Oskar Textorius, Södra Teatern[31]
- 1938 : Kvinnorna, de Clare Boothe Llueix, escenografia de Rune Carlsten, Teatre Dramaten[32]
- 1941 : Det evigt manliga, de James Thurber i Elliott Nugent, escenografia de Stig Torsslow, Vasateatern[33]